# لاکسام
لاکسام (به لاتین: Laksam) یک منطقهٔ مسکونی در بنگلادش است که در ناحیه کومیلا واقع شده‌است. لاکسام ۱۳۵٫۶۱ کیلومتر مربع مساحت و ۲۹۴٬۷۱۹ نفر جمعیت دارد.